# Scotia (Nowy Jork)
Scotia – wieś w Stanach Zjednoczonych, w stanie Nowy Jork, w hrabstwie Schenectady.